# William Schmidt
William Schmidt (Estados Unidos, 29 de diciembre de 1947) es un atleta estadounidense retirado, especializado en la prueba de lanzamiento de jabalina en la que llegó a ser medallista de bronce olímpico en 1972.

## Carrera deportiva
En los JJ. OO. de Múnich 1972 ganó la medalla de bronce en el lanzamiento de jabalina, con una marca de 84.42 metros, siendo superado por el alemán Klaus Wolfermann que con 90.48 m batió el récord olímpico, y por el soviético Jānis Lūsis (plata).